# Багзи (филм)
Багзи (енгл. Bugsy), амерички је биографски криминалистички драмски филм из 1991., године режисера Берија Левинсона, са Вореном Бејтијем, Анет Бенинг, Харвијем Кајтелом и Беном Кингслијем у главним улогама.

## Радња
Мафијаш Бенџамин „Багзи“ Сигел (Ворен Бити) путује у Калифорнију из Њујорка где се изненада заљубљује у Вирџинију Хил (Анет Бенинг) и купује кућу. На путовању у Неваду, изненада му пада на памет идеја: казино у пустињи. Он тражи подршку гангстера Микија Коена (Харви Кајтел), након чега шеф „кошер мафије“, њујоршки гангстер Мејер Ленски (Бен Кингсли), заједно са осталима, одобрава улагање за милион долара.
Багзи поставља Вирџинију да води књиговодство и са ентузијазмом преузима изградњу казина у Лас Вегасу, али како није у стању да води рачуна о финансијама, буџет убрзо нарасте на шест милиона. Мејер Ленски, незадовољан трошковима, заказује датум за Багсија у Лос Анђелесу. Багзи сазнаје да је Вирџинија украла новац, али јој каже да га задржи за себе и да га не враћа, а Мејер Ленски зове и каже да ће му се једног дана захвалити.
Исте ноћи, Багзи је убијен у својој кући, вероватно од људи које је Ленски унајмио. Вирџинија сазна за ово у Лас Вегасу и у очају бежи из казина. Последњи текст пре одјаве филма открива да је новац вратила недељу дана касније. Такође је наведено да је 6 милиона уложених од стране Багзија, до 1991. године (време изласка филма), донело 100 милијарди долара профита.

## Улоге
| Глумац           | Улога                                         |
| ---------------- | --------------------------------------------- |
| Ворен Бејти      | Бенџамин „Багзи“ Сигел                        |
| Анет Бенинг      | Вирџинија Хил                                 |
| Харви Кајтел     | Мики Коен                                     |
| Бен Кингсли      | Мејер Лански                                  |
| Елиот Гулд       | Хари Гринберг                                 |
| Џо Мантења       | Џорџ Рафт                                     |
| Биби Њуверт      | грофица Дороти ди Фрасо                       |
| Бил Грејем       | Чарли Лучано                                  |
| Луис Ван Берген  | Џо Адонис                                     |
| Венди Филипс     | Еста Сигел, Багзијева прва жена               |
| Ричард Сарафијан | Џек Драгна                                    |
| Кармајн Кариди   | Френк Костело                                 |
| Енди Романо      | Дел Веб, генерални извођач радова за Фламинго |
| Венди Малик      | Инес Малик                                    |
| Дон Калфа        | Луи Драгна, Џек Драгнин нећак                 |
| Роберт Белтран   | Алехандро                                     |
| Ерик Кристмас    | батлер Роналд                                 |